# Assamesisk (sprog)
Assamesisk er det officielle sprog i den indiske delstat Assam. Det tales også i dele af delstaten Arunachal Pradesh,Meghalaya og andre nordøstlige indiske delstater. Det er et indoarisk, indoiransk, indoeuropæisk sprog, og det tales af omkring 20 millioner mennesker. Assamesisk er nært beslægtet med oriya og bengali.
Assamesisk skrives med et alfabet som meget ligner bengalis, men med nogle små forskelle. Skriften er ikke fonetisk da skriften bruger staveformer som er baseret på sanskrit, og som blev introduceret i den første assamesiske ordbog.